# Каминский, Яков Зельманович
Яков Зельманович Каминский (18 декабря 1891, Николаев, Николаевское военное губернаторство — неизвестно, СССР) — деятель органов государственной безопасности, временно исполняющий обязанности начальника Секретно-политического отдела (СПО) ГПУ УССР (1937).

## Биография
Родился 18 декабря 1891 года в городе Николаев в семье конторщика, еврей.
В 1908 году окончил 4 класса 6-классного Николаевского городского училища. С августа 1908 по 1913 год — ученик литейщика, литейщик на заводах и в мастерских Николаева, Кривого Рога, Одессы, Чехии. С июля 1915 года интернирован в лагерях Австро-Венгрии. С мая 1918 года — литейщик в мастерской, безработный, подпольщик-анархист в Николаеве.
Участник революционного движения с 1912, в 1912—1919 член партии анархистов. До революции 1917 участвовал в деятельности подпольных анархических групп Украины, в 1918—1919 боролся против германо-австрийских интервентов и белых режимов в Николаеве, находясь на в подполье. Постепенно сближается с большевиками, в 1920 вступил в КП(б)У.
С марта по май 1919 заведующий банком Херсонского губернского коммунального отдела. С 1919 в РККА. С 1919 до 1920 в плену в отряде Н. И. Махно. С 1920 до 1921 снова в РККА. С 1921 до 1924 в ВЧК — ГПУ Николаева, Одессы, Киева. В апреле 1924 помощник начальника Каменец-Подольского пограничного отряда по оперативной части. Затем до 7 сентября 1926 начальник Тульчинского окружного отдела ГПУ. С 7 сентября 1926 до 22 января 1930 начальник Проскуровского окружного отдела ГПУ. С 26 января до 5 сентября 1930 начальник Коростеньского окружного отдела ГПУ. С сентября 1930 до марта 1931 помощник начальника Одесского оперативного сектора ГПУ. С марта по октябрь 1931 начальник Особого отдела, помощник начальника Днепропетровского оперативного сектора ГПУ. С октября 1931 до 1932 помощник начальника Киевского оперативного сектора ГПУ. С мая 1932 до февраля 1933 заместитель начальника Киевского областного отдела ГПУ. С февраля 1933 до августа 1934 заместитель начальника Одесского областного отдела ГПУ — Управления НКВД по Одесской области. С августа 1934 до марта 1937 заместитель начальника Управления НКВД по Харьковской области. С 17 марта 1937 заместитель начальника, с 18 июля 1937 временно исполняющий обязанности начальника, затем с ноября 1937 снова заместитель начальника Управления РКМ НКВД УССР.
Арестован 9 марта 1938. На допросах держался мужественно и до 4 сентября 1938 всё отрицал. Однако всё же был сломлен незаконными методами дознания и вынужден был постепенно оговорить себя в том что в августе 1936 был завербован в контрреволюционный сговор в среде НКВД К. М. Карлсоном, и что позднее сам завербовал туда же М. И. Говлича т Л. С. Аррова; а также в том что является участником сионистской организации в НКВД УССР во главе с И. М. Леплевским. Потом появились «чистосердечные признания» о связях с чешской разведкой и троцкистском прошлом.
По решению Особого совещания при НКВД СССР от 23 ноября 1939 приговорён к лишению свободы сроком на 10 (по другим данным на 8) лет. С апреля 1940 отбывал наказание в Восточно-Уральском лагере НКВД СССР. Освобождён 24 марта 1947. С осени 1947 работал литейщиком на заводе в Краснодаре. Повторно арестован 26 января 1949 и по решению Особого совещания при МГБ СССР выслан на поселение в Красноярский край. В соответствии с приказом МВД СССР от 25 апреля 1956 формулировка приказа НКВД СССР от 28 марта 1938 про увольнение в связи с арестом была изменена на: уволен из органов МВД в отставку по болезни с 28 августа 1954 в звании полковника милиции. Реабилитирован 12 июля 1957.

## Звания
- майор государственной безопасности, 13 декабря 1935.[2]
- полковник милиции, 25 апреля 1956.[3]